# クラウン・ヘテ杯
クラウン・ヘテ杯（クラウンヘテはい、크라운해태배）は、韓国の若手棋士による囲碁の棋戦。2017年に創設。25歳以下の棋士によって行われる。
- 主催 韓国棋院、囲碁TV
- 後援 クラウン・ヘテ
- 優勝賞金 3000万ウォン

本戦は囲碁TVで毎週放送される。

## 方式
- 出場者は、前回上位2名と、スイス式トーナメントによる予選を勝ち抜いた男子24名、女子6名の30名（第1回は32名）の計32名。
- 持時間は各10分、追加時間20分

## 優勝者と決勝戦
（左が優勝者）
- 1回 2018年 朴廷桓 2-1 申眞諝
- 2回 2019年 朴河旼 2-0 羅玄
- 3回 2020年 宋知勲 2-1 李昌錫
- 4回 2021年 李昌錫 2-0 偰玹準
- 5回 2022年 卞相壹 2-1 韓昇周
- 6回 2023年 申旻埈 2-0 朴鍵昊
- 7回 2024年 朴鍵昊 2-1 偰玹準